# آيت هاني
آيت هاني هي جماعة قروية مغربية وسط البلاد.تقع آيت هاني جنوبي مكناس. تنتمي آيت هاني لإقليم تنغير، وتضم 9.578 نسمة (حسب الإحصاء الرسمي 2004).